# Randolph Quirk
Barone Charles Randolph Quirk (Lambfell, 12 luglio 1920 – Londra, 20 dicembre 2017) è stato un linguista britannico, è membro dell'Ordine dell'Impero Britannico e della British Academy.

## Biografia
Frequentò il King College sull'Isola di Man e, in seguito la University College di Londra dove ottenne i riconoscimenti di MA (Master of Arts), PHd (Doctor of Philosophy). Fu membro del Commonwealth Fund.
Dal 1947 al 1954 fu docente di Inglese alla University College di Londra.
Dal 1954 al 1958 lettore all'Università di Durham e, dopo altri impieghi di natura didattica in diverse università divenne Quain Professor alla University College.
Nei primi anni sessanta, Quirk con alcuni suoi colleghi, tra cui ricordiamo un giovane David Crystal, condussero un ambizioso progetto, noto come Indagine sull'uso dell'inglese. Si trattava della compilazione di un vasto corpus di dati dell'inglese, comprendente circa 1 milione di parole così come venivano usate nel linguaggio quotidiano. Tale progetto si sarebbe concretizzato, nel 1985, nella redazione dell'opera A Comprehensive Grammar Of English Language (Longman), ampiamente usata come punto di riferimento in tutto il mondo. Nell'opera, al posto di precisare quale fosse la grammatica corretta, Quirk e i suoi collaboratori dimostrarono come certe percentuali di parlanti inglese preferiscano ricorrere a determinati usi piuttosto che ad altri.

## Critica alla posizione di Kachru
Quirk entrò in collisione con un altro illustre linguista, Braj Kachru, riguardo alla presenza nel mondo di diverse varietà dell'inglese.
Secondo Quirk queste non avevano né potevano avere uno statuto di lingua standard e non potevano essere insegnate come tali. Infatti ciò sarebbe andato a discapito dell'Inglese britannico, l'unico con requisiti per poter essere diffuso, insegnato e considerato lingua internazionale.
Kachru invece sosteneva la legittimità delle varietà di inglese nel mondo che, anzi, erano validi modelli di insegnamento.
Quirk fu presidente della British Academy dal 1985 al 1989 e fu insignito del titolo di barone nel 1994.